# Vivian Chukwuemeka
Vivian Peters-Chukwuemeka (Kwale, 4 maggio 1975) è un'ex pesista nigeriana, detentrice dei record africani di specialità, ha preso parte a due edizioni dei Giochi olimpici a Sydney 2000 e Pechino 2008.
Nel 2009 ha ricevuto una prima squalifica della durata di due anni. Tornata alle competizioni nel 2012 è stata trovata positiva allo stanozololo, oltre a perdere le medaglie conquistate ai Campionati africani di Porto-Novo 2012, è stata squalificata per sempre da qualsiasi competizione, segnando così la fine della sua carriera agonistica.

## Palmarès
| Anno | Manifestazione          | Sede         | Evento              | Risultato | Prestazione | Note |
| ---- | ----------------------- | ------------ | ------------------- | --------- | ----------- | ---- |
| 1999 | Mondiali                | Siviglia     | Getto del peso      | dns (q)   | dns (q)     |      |
| 1999 | Giochi panafricani      | Johannesburg | Getto del peso      | Oro       | 16,72 m     |      |
| 1999 | Giochi panafricani      | Johannesburg | Lancio del disco    | 5ª        | 50,37 m     |      |
| 2000 | Giochi olimpici         | Sydney       | Getto del peso      | 14ª (q)   | 17,47 m     |      |
| 2002 | Giochi del Commonwealth | Manchester   | Getto del peso      | Oro       | 17,53 m     |      |
| 2002 | Giochi del Commonwealth | Manchester   | Lancio del disco    | 9ª        | 53,44 m     |      |
| 2002 | Campionati africani     | Radès        | Getto del peso      | Oro       | 17,60 m     |      |
| 2002 | Campionati africani     | Radès        | Lancio del disco    | Argento   | 54,12 m     |      |
| 2003 | Mondiali                | Saint-Denis  | Getto del peso      | 17ª (q)   | 17,45 m     |      |
| 2003 | Giochi panafricani      | Abuja        | Getto del peso      | Oro       | 18,12 m     |      |
| 2003 | Giochi panafricani      | Abuja        | Lancio del disco    | Argento   | 54,83 m     |      |
| 2003 | Giochi panafricani      | Abuja        | Lancio del martello | Bronzo    | 56,54 m     |      |
| 2005 | Mondiali                | Helsinki     | Getto del peso      | 15ª (q)   | 17,50 m     |      |
| 2006 | Giochi del Commonwealth | Melbourne    | Getto del peso      | Argento   | 18,25 m     |      |
| 2006 | Giochi del Commonwealth | Melbourne    | Lancio del disco    | 9ª        | 53,37 m     |      |
| 2006 | Campionati africani     | Bambous      | Getto del peso      | Oro       | 17,45 m     |      |
| 2006 | Campionati africani     | Bambous      | Lancio del disco    | Argento   | 49,63 m     |      |
| 2007 | Mondiali                | Osaka        | Getto del peso      | nm (q)    | nm (q)      |      |
| 2007 | Giochi panafricani      | Algeri       | Getto del peso      | Oro       | 17,60 m     |      |
| 2007 | Giochi panafricani      | Algeri       | Lancio del disco    | Bronzo    | 52,52 m     |      |
| 2007 | Giochi panafricani      | Algeri       | Lancio del martello | 4ª        | 58,15 m     |      |
| 2008 | Campionati africani     | Addis Abeba  | Getto del peso      | Oro       | 17,50 m     |      |
| 2008 | Giochi olimpici         | Pechino      | Getto del peso      | 24ª (q)   | 17,15 m     |      |